# Народни пријатељ (лист)
Народни пријатељ је лист за народно просвећивање који је почео да излази 1870. године у Земуну.

## Историјат
Ранији сарадник листа Земунски гласник и других српских листова, Сима Поповић, 17. јула 1870. године покренуо је новине Народни пријатељ, неополитички лист за просвету и приреду, врло близак социјалистима у Уједињеној омладини српској. У листу је сарађивао и Светозар Марковић.
Лист је престао да излази 16. октобра 1870. године због малог броја претплатника који нису били у стању да издржавају лист.

### Политичка позадина
Народни пријатељ је био под утицајем Марковићевих социјалистичких идеја. Марковић је намесничу управу у Србији оценио као режим насиља и изразио наду да ће народ скинути са власти своје властодршце и успоставити слободу. Сем критике друштвених прилика у једном анонимном чланку листа, осуде су усмерене и на три најбогатије породице које су тада владале Србијом: Бели-Марковић, Христић и Обреновић.

### Место и година издавања
Земун, 1870.

### Штампарија
Лист је штампан у штампарији Игњата К. Сопрона.

## Власник и уредник
Уредник листа Народни пријатељ је био Сима Поповић.